# A.S. Miquelonnaise
Assocation Sportive Miquelonnaise là một câu lạc bộ bóng đá tại đảo Saint Pierre và Miquelon hiện đang thi đấu tại giải Ligue SPM. Câu lạc bộ chơi đồ đạc tại nhà của mình tại Stade de l'Aurine.

## Lịch sử
Câu lạc bộ được thành lập vào năm 1949 trên đảo Miquelon. Đội đã thi đấu tại giải 2018-19 Coupe de France, giải đấu đầu tiên có một đội từ Saint Pierre và Miquelon. Tuy nhiên, họ đã bị đánh bại 1-0 trong Vòng loại đầu tiên bởi câu lạc bộ cùng đảo Ligue SPM AS Saint Pierraise và do đó, không có cơ hội cạnh tranh ở Metropolitan Pháp trước các đối thủ không thi đấu cùng các đội ở Pháp lục địa.

## Danh hiệu
- Coupe de l'Archipel: 8

1993, 1997, 2000, 2004, 2005, 2008, 2009, 2013
- Giải vô địch St. Pierre và Miquelon: 3

1999, 2005, 2008 